# EC Noroeste
Esporte Clube Noroeste – brazylijski klub piłkarski z siedzibą w mieście Bauru leżącym w stanie São Paulo.

## Osiągnięcia
- Mistrz drugiej ligi stanu São Paulo (Campeonato Paulista Série A2) (3): 1953, 1970, 1984
- Mistrz trzeciej ligi São Paulo (Campeonato Paulista Série A3) (2): 1995, 2004
- Puchar stanu São Paulo (Copa FPF): 2005

## Historia
Noroeste założony został 1 września 1910 roku. W 1948 stał się klubem zawodowym. Jeszcze jako klub o statusie amatorskim Noroeste w 1943 wygrał turniej Campeonato do Interior, będący najbardziej znaczącym turniejem dla prowincjonalnych klubów stanu São Paulo.
Dziesięć lat później, w 1953, Noroeste po raz pierwszy awansował do pierwszej ligi stanowej (Campeonato Paulista). Grając w niej nieprzerwanie do roku 1966 klub miał okazję zmierzyć się z wieloma czołowymi potęgami Brazylii, w tym ze słynnym Santosem FC, w którym występował legendarny Pelé. Po tym okresie Noroeste wielokrotnie spadał i powracał do pierwszej ligi. W pierwszej lidze brazylijskiej (Campeonato Brasileiro Série A) klub wystąpił tylko raz – w 1978 roku.
Lata 90. były najgorszym okresem w historii klubu Noroeste. Klub dwukrotnie (w 1994 i 1999) spadał do trzeciej ligi stanowej (Campeonato Paulista Série A-3), a do pierwszej ligi (Campeonato Paulista Série A-1) powrócił dopiero w 2005 roku.
W 2006 roku Noroeste zajął piąte miejsce w I lidze stanu São Paulo – najwyższe w całej historii klubu. Debiut w Pucharze Brazylii (Copa do Brasil nie był udany – Noroeste odpadł wcześnie, wyeliminowany przez 15 de Novembro Campo Bom. W III lidze brazylijskiej (Campeonato Brasileiro Série C) klub dotarł do trzeciego etapu, jednak nie zdołał awansować do II ligi (Campeonato Brasileiro Série B).
Także sezon 2007 roku był dal klubu ogólnie udany, i to pomimo tego, że Noroeste odpadł już w pierwszej rundzie trzeciej ligi brazylijskiej. Za to w Campeonato Paulista klub zajął 7. miejsce – trzecie w swojej historii występów w pierwszej lidze stanowej. Ponadto w mistrzostwach klubów prowincjonalnych stanu (Campeonato do Interior) Noroeste zajął drugie miejsce za drużyną Guaratinguetá oraz awansował do kolejnej rundy Copa do Brasil, gdzie nie dali rady późniejszemu finaliście imprezy – Figueirense FC.